# Championnats de France d'athlétisme 2001
Navigation
Championnats 2000 Championnats 2002
Les Championnats de France d'athlétisme 2001 ont eu lieu du 1er au 3 juillet 2001 au Stade Henri-Lux de Saint-Étienne. 

## Palmarès
| Discipline        | Hommes              | Hommes          | Femmes               | Femmes         |
| ----------------- | ------------------- | --------------- | -------------------- | -------------- |
| 100 m             | Frédéric Krantz     | 10 s 17         | Frédérique Bangué    | 11 s 27        |
| 200 m             | Frédéric Krantz     | 20 s 49         | Fabé Dia             | 23 s 18        |
| 400 m             | Stéphane Diagana    | 45 s 57         | Francine Landre      | 51 s 78        |
| 800 m             | Mehdi Baala         | 1 min 49 s 57   | Virginie Fouquet     | 2 min 03 s 15  |
| 1 500 m           | Driss Maazouzi      | 3 min 40 s 47   | Hanane Sabri-Baala   | 4 min 17 s 20  |
| 5 000 m           | Rachid Chekhemani   | 13 min 29 s 56  | Fatima Yvelain       | 15 min 42 s 38 |
| 20 km marche      | Denis Langlois      | 1 h 26 min 07 s | Fatiha Ouali         | 46 min 20 s    |
| 100 m haies       | -                   | -               | Patricia Girard      | 12 s 81        |
| 110 m haies       | Vincent Clarico     | 13 s 73         | -                    | -              |
| 400 m haies       | Jean-Laurent Heusse | 50 s 37         | Sylvanie Morandais   | 55 s 79        |
| 3 000 m steeple   | Frédéric Denis      | 8 min 23 s 84   | Laurence Duquenoy    | 9 min 58 s 31  |
| Saut en longueur  | Kader Klouchi       | 8,24 m          | Aurélie Félix        | 6,57 m         |
| Triple saut       | Karl Taillepierre   | 16,85 m         | Amy Zongo            | 13,72 m        |
| Saut en hauteur   | Grégory Gabella     | 2,21 m          | Lucie Finez          | 1,83 m         |
| Saut à la perche  | Romain Mesnil       | 5,75 m          | Vanessa Boslak       | 4,25 m         |
| Lancer du poids   | Yves Niaré          | 19,28 m         | Natalia Lissovskaïa  | 17,33 m        |
| Lancer du disque  | Jean-Claude Retel   | 59,20 m         | Mélina Robert-Michon | 62,92 m        |
| Lancer du marteau | Nicolas Figère      | 79,48 m         | Manuela Montebrun    | 68,66 m        |
| Lancer du javelot | Laurent Dorique     | 80,40 m         | Nadine Auzeil        | 57,32 m        |
| Décathlon         | Ladji Doucouré      | 7 794 pts       | -                    | -              |
| Heptathlon        | -                   | -               | Marie Collonvillé    | 5 678 pts      |